# Groeve en Binnenlanden en Huininga-Meerland
De Groeve en Binnenlanden en Huininga-Meerland is een voormalig waterschap in de provincie Groningen.
Het waterschap werd opgericht om de financiering te regelen voor een gemeenschappelijk gemaal voor de Groeve en Binnenlanden en Huininga-Meerland. De samenwerking is een logische gevolg daarvan, dat de Groeve en Binnenlanden uit twee delen bestond die ten oosten en westen van Huininga-Meerland lagen.
In het jaar na de oprichting werd het financieringsschap alweer opgeheven en werden de beide bemalingsschappen samengevoegd met Oldambt. Waterstaatkundig gezien ligt het gebied sinds 2000 binnen dat van het waterschap Hunze en Aa's.